# Hypocassida meridionalis
Hypocassida meridionalis — жук подсемейства щитовок из семейства листоедов.

## Распространение
Встречается в Алжире, Израиле, южной Италии, центральной и южной Франции, Марокко, Португалии, южной Испании и Турции.

## Экология и местообитания
Кормовые растения — вьюнковые (Convolvulaceae): вьюнок полевой (Convolvulus arvensis) и калистегия сольданелла (Calystegia soldanella).